# Centre d'Estudis Jurídics de l'Administració de Justícia
El Centre d'Estudis Jurídics (CEJ) és un Organisme autònom, adscrit del Ministeri de Justícia a través de la Secretaria d'Estat de Justícia, que té com a funcions la formació inicial i continuada de fiscals, lletrats de l'administració de justícia i forenses així com altre personal de l'Administració de Justícia i de les Forces i Cossos de Seguretat en la funció de Policia Judicial.
El CEJ té un director i dos subdirectors i 43 llocs en el seu RPT. No té professors en la seva plantilla.

## Història
Els orígens de l'actual Centre d'Estudis Jurídics es remunten a 1939 quan, acabada la guerra civil, es comença a pensar a completar la cultura jurídica general adquirida amb l'oposició pels futurs jutges i fiscals, i per a això es va redactar un Projecte de Llei en el qual es creava l'Escola Judicial, dependent del Ministeri de Justícia.
El Govern el va retirar i va presentar un segon projecte que preveia la possibilitat d'integració de l'Escola Judicial a la Universitat. D'aquí sorgirà la Llei de 26 de maig de 1944 (BOE de 27 de maig), per la qual es crea definitivament l'"Escola Judicial Espanyola", dependent del Ministeri de Justícia i incorporada a la Universitat espanyola, les funcions de la qual eren la selecció i formació professional dels Llicenciats en Dret que en endavant hagin d'exercir les funcions judicials i fiscals.
Al capdavant de l'Escola hi havia un Patronat que, presidit pel ministre de Justícia, estava integrat pel Subsecretari de Departament, el director general de Justícia, el president i el Fiscal del Tribunal Suprem, el rector de la Universitat de Madrid, el degà de la Facultat de Dret i el director i el cap d'estudis.
El Reglament orgànic, aprovat per Decret de 2 de novembre de 1945 desenvolupava les previsions de la Llei i regulava el contingut i la forma dels exercicis que havia de constar l'oposició. Tanmateix, no obrirà les portes fins al 6 de juny de 1950, i fins a 1959 no ocuparà l'edifici de la Ciutat Universitària.
Amb la Llei Orgànica 6/1985, d'1 de juliol passa a denominar-se Centre d'Estudis Judicials, amb les funcions de col·laborar tant amb el Ministeri de Justícia, com amb el Consell General del Poder Judicial, en la "selecció, formació i perfeccionament dels membres de les carreres judicial i fiscal, del Secretariat i altre personal al servei de l'Administració de Justícia".
La Llei Orgànica 16/1994 de 8 de novembre, de modificació de la Llei Orgànica del Poder Judicial, va atribuir al Consell General del Poder Judicial competència en matèria de selecció i formació de jutges i magistrats quedant reservada al "Centre d'Estudis Jurídics de l'Administració de Justícia", les funcions anteriorment atribuïdes, llevat la formació de jutges, que passarien a formar-se a l'Escola Judicial.
En 2003 passa a denominar-se Centre d'Estudis Jurídics, amb l'estructura i competències que estableix el seu Estatut, aprovat per Reial decret 1276/2003, de 10 d'octubre, tenint per objecte la col·laboració amb el Ministeri de Justícia, "en la formació inicial i continuada dels membres de la carrera fiscal i dels funcionaris pertanyents als cossos de secretaris judicials, Mèdics Forenses i altre personal al servei de l'Administració de Justícia", la "formació continuada dels Advocats de l'Estat" i "la formació complementària dels membres de les Forces i Cossos de Seguretat de l'Estat, en la seva especialització per a la funció de la policia judicial".